# Царски тамарини
Царски тамарини су врста мајмуна Новог света. Потичу из породице Callithrisidae и рода су Saguinus imperator. Зове се тако због своје сличности са немачким царем Вилхелмом II. Наиме, када су изложили прве препариране примерке тамарина, у част цара су њихове бркове усукали највише, у складу са тадашњим обичајима. Овај примат је познат по томе што је развио посебан начин сакупљања хране. При обиласку дрвећа и грмља служи се системом ротације, па тако увек налази свежу храну.

## Телесне мере
Царски тамарини су веома ситни у поређењу са већином осталих примата. Дужина тела и главе је од 23 до 25,5 cm, дужина рела је од 35 до 42 cm. Тежина овог примата је од 300 до 400 грама.

## Сродне врсте
Данас укупно постоји дванаест врста тамарина. Царски тамарин припада групи од пет врста које су познате као брадати тамарини. Овој групи припадају још и црвеноруки тамарин, бели тамарин, црнолеђи тамарин и брадати тамарин.

## Станиште
Царски тамарини живе у Јужној Америци, недалеко од Амазона. Живе углавном у низијама, кишним шумама и зимзеленим шумама, у Перуу, Боливији и западном Бразилу.

## Карактеристике царског тамарина
- Бркови: Основна карактеристика код свих пет врста бркатих тамарина су бели бркови који висе око ружичасте горње и доње усне. Та карактеристика је најизраженија код царског тамарина.
- Крзно: Крзно је дугачко, густо, свиленасто, тамносиво и прошарано бојом рђе. Крзно је са доње стране сребрносиве боје, предње и задње шапе, као и глава су на врху црне боје. Реп је црвене боје са нијансом рђе.
- Канџе: Пет прстију на шапама има канџе. На великим прстима на ногама, као и код већине примата, налазе се нокти. Канџе су главна карактеристика канџаша из породице callithrisidae којој припадају мармозети и тамарини.[3]

## Начин живота
Царски тамарин живи у кишним шумама Амазона и у сувим, зимзеленим шумама на вишим надморским висинама. Иако могу да се пењу по високом дрвећу (до 30 метара) они већи део дана проводе на нижем дрвећу, где се скривају јер представљају плен за птице грабљивице. Живе у породичним заједницама у којој је једна женка или мужјак предводник. Бројност њихових заједница се обично креће од 2 до 8 чланова, али може их бити и до 18. У породичним заједницама се углавном налазе само царски тамарини али понекад има и других врста тамарина са којима деле храну. Свака породична заједница агресивно брани своје подручје. Просечни животни век царског тамарина у заточеништву је 23 године. Веома су дружељубиви и активни и воле да се друже са људима. 

## Размножавање
Тамарини се размножавају у периоду од маја до јуна. Мужјаци се удварају женкама продорним криком. Женке постају полно зреле са 20 месеци и паре се са доминантним мужјаком у заједници, а понекад и са подређеним. Након трудноће од пет месеци (140—145 дана) женка окоти два младунца, најчешће на почетку кишног периода између октобра и новембра. Мајке се током дужег периода брину за младунце, а отац и остали припадници чопора помажу јој при њиховом узгајању. Дешава се да младунци умру када почну са самосталним кретањем услед пада са гране. Младунци женског пола се брже осамостаљују и престају да зависе од родитеља. За разлику од већине осталих примата, код тамарина и мармозета су близанци нормална појава.

## Храна и начин исхране
Храна тамарина се састоји од биљака пењачица, смокви, ораха, цветног нектара, неких инсеката, а ретко и од жаба. Храни се биљкама које сазревају једна за другом па тако увек има свежу храну иако му је територија ограничена. Групе тамарина најчешће траже биљке којима се хране на отвореним местима на која не долазе већи мајмуни. Када траже храну одлазе на само неколико стабала, кратко се задржавају на њима и једу пре него што крену даље. Враћају се на исте биљке сваких пар дана. Иако брани своју територију, храну понекад тражи и у близини других мајмуна. У мају, када престане да пада киша, тамарин се храни нектаром, пулпом, воћним месом и орасима, док у октобру једе искључиво смокве. Штедљиво искоришћавају биљке на којима налазе храну, па им тако омогућавају да се брзо опораве. Када лове цврчке, бубашвабе и сличне инсекте, царски тамарини често чекају у заседи. Седи на некој вишој грани и осматра, па тако може регистровати и најмањи покрет. Тада скаче на плен и хвата га помоћу обе предње шапе.

## Заштита
Царски тамарини тренутно нису угрожени, мада је њихов број у природи последњих година у опадању због константног крчења шума и лова. Због тога живе на малом и изолованом простору. У Нациоалном парку Ману у Перуу царски тамарини су законом заштићени. Овај национални парк се сматра једним од најважнијих заштићених подручја на свету због своје огромне разноликости биљних и животињских врста.